# U 98 (U-Boot, 1917)
U 98  war ein diesel-elektrisches U-Boot der deutschen Kaiserlichen Marine, das im Ersten Weltkrieg zum Einsatz kam.

## Einsätze
U 98 lief am 28. Februar 1917 bei der Germaniawerft in Kiel vom Stapel und wurde am 31. Mai 1917 in Dienst gestellt. Ab September 1917 war das Boot der IV. U-Flottille in Emden und Borkum zugeordnet.
U 98 führte während des Ersten Weltkriegs sechs Unternehmungen im östlichen Nordatlantik bei den britischen Inseln durch. Dabei wurden drei Schiffe mit einer Gesamttonnage von 1.798 Bruttoregistertonnen (BRT) versenkt. Neben Schiffen unter Flaggen der Kriegsgegner wurden auch Schiffe unter der Flagge Norwegens und damit eines neutralen Staates angegriffen.
Das größte von U 98 versenkte Schiff war der norwegische Frachter Janvold mit 1.366 BRT. Die Janvold wurde am 26. Mai 1918 etwa 28 Meilen nordwestlich von Bardsey Island versenkt. Das auf der Fahrt von Bilbao nach Glasgow befindliche Schiff hatte Eisenerz geladen. Bei dem Untergang kamen vier Menschen ums Leben. Deutlich größer war das britische Frachtschiff Anchoria (5.340 BRT), das am 24. März 1918 vor der Nordküste Irlands torpediert wurde, aber schwerbeschädigt nach Lough Swilly entkommen konnte.

## Verbleib
Nach Kriegsende wurde U 98 am 16. Januar 1919 an das Vereinigte Königreich ausgeliefert. Die Verschrottung erfolgte in den Jahren 1919 und 1920 im nordenglischen Blyth.

## Kommandanten
- Kapitänleutnant Kurt Beitzen (31. Mai 1917 bis 24. November 1917)
- Oberleutnant Walter Strasser (25. November 1917 bis 21. Dezember 1917)
- Kapitänleutnant Rudolf Andler (22. Dezember 1917 bis 11. November 1918)